# Shiraoka
Shiraoka (白岡市, Shiraoka-shi) is een stad in de prefectuur  Saitama, Japan. In 1 januari 2014 telde de stad 51.267 inwoners. Shiraoka maakt deel uit van de metropool Groot-Tokio.

## Geschiedenis
Op 1 oktober 2012 werd Shiraoka benoemd tot stad (shi). Daarvoor was de stad een gemeente behorende tot het District Minamisaitama.
Steden:
Ageo · Asaka · Chichibu · Fujimi · Fujimino · Fukaya · Gyoda · Hanno · Hanyu · Hasuda · Hidaka · Higashimatsuyama · Honjo · Iruma · Kasukabe · Kawagoe · Kawaguchi · Kazo · Kitamoto · Koshigaya · Konosu · Kuki · Kumagaya · Misato · Niiza · Okegawa · Saitama (hoofdstad) · Sakado · Satte · Sayama · Shiki · Shiraoka · Soka · Toda · Tokorozawa · Tsurugashima · Wako · Warabi · Yashio · Yoshikawa

Districten:
Chichibu · Hiki · Iruma · Kitaadachi · Kitakatsushika · Kodama · Minamisaitama · Osato
Gemeenten per district